# كلاه دول (بوئين)
کلاه دول (بالفارسية: کلاه دول) هي قرية تقع في إيران في قسم بوئین الريفي. يقدر عدد سكانها بـ 22 نسمة بحسب إحصاء 2016.